# Lioconcha fastigiata
Lioconcha fastigiata is een tweekleppigensoort uit de familie van de Veneridae. De wetenschappelijke naam van de soort is voor het eerst geldig gepubliceerd in 1851 door G.B. Sowerby II.
Rechter en linker klep van hetzelfde exemplaar:

Rechter klep
Linker klep